# Turniej Państw Wyszehradzkich w futsalu
Turniej Państw Wyszehradzkich – międzynarodowy turniej futsalu, w którym biorą udział reprezentacje narodowe oraz do 2018 reprezentacje do lat 21. państw Grupy Wyszehradzkiej. Odbywa się on corocznie od 2003 roku. Do 2008 roku turniej odbywał się pod nazwą Turniej Trzech Państw, nie brała w nim wtedy udziału reprezentacja Węgier. W roku 2020 i 2021 turniej nie odbył się z powodu pandemii COVID 19

## Turnieje reprezentacji A
| Rok  | Gospodarz                 | 1. miejsce | 2. miejsce | 3. miejsce | 4. miejsce |
| ---- | ------------------------- | ---------- | ---------- | ---------- | ---------- |
| 2003 | Dubnica Nowa Ruda Ostrawa | Polska     | Czechy     | Słowacja   | -          |
| 2004 | Puchov Ostrawa Nowa Ruda  | Czechy     | Polska     | Słowacja   | -          |
| 2005 | Puchov Ostrawa Wrocław    | Polska     | Czechy     | Słowacja   | -          |
| 2006 | Kielce                    | Czechy     | Polska     | Słowacja   | -          |
| 2007 | Hodonin                   | Polska     | Czechy     | Słowacja   | -          |
| 2008 | Poprad                    | Czechy     | Polska     | Słowacja   | -          |
| 2009 | Debrecen                  | Słowacja   | Węgry      | Polska     | Czechy     |
| 2010 | Pilzno                    | Czechy     | Polska     | Węgry      | Słowacja   |
| 2011 | Kraków Tychy              | Słowacja   | Czechy     | Polska     | Węgry      |
| 2012 | Puchov                    | Słowacja   | Czechy     | Węgry      | Polska     |
| 2013 | Györ                      | Czechy     | Słowacja   | Polska     | Węgry      |
| 2014 | Brno                      | Czechy     | Węgry      | Polska     | Słowacja   |
| 2015 | Tychy                     | Czechy     | Polska     | Słowacja   | Węgry      |
| 2016 | Humenne                   | Węgry      | Polska     | Czechy     | Słowacja   |
| 2017 | Debreczyn                 | Chorwacja  | Czechy     | Słowacja   | Węgry      |
| 2018 | Nynburk                   | Czechy     | Słowacja   | Polska     | Węgry      |
| 2019 | Krosno                    | Czechy     | Węgry      | Słowacja   | Polska     |

## Turnieje reprezentacji U-21
| Rok  | Gospodarz                 | 1. miejsce    | 2. miejsce                | 3. miejsce    | 4. miejsce    |
| ---- | ------------------------- | ------------- | ------------------------- | ------------- | ------------- |
| 2003 | Dubnica Nowa Ruda Ostrawa | Czechy U-21   | Polska U-21               | Słowacja U-21 | -             |
| 2004 | Púchov Ostrawa Nowa Ruda  | Czechy U-21   | Polska U-21 Słowacja U-21 | -             | -             |
| 2005 | Púchov Ostrawa Wrocław    | Polska U-21   | Czechy U-21               | Słowacja U-21 | -             |
| 2006 | Kielce                    | Czechy U-21   | Polska U-21               | Słowacja U-21 | -             |
| 2007 | Hodonín                   | Czechy U-21   | Polska U-21               | Słowacja U-21 | -             |
| 2008 | Poprad                    | Słowacja U-21 | Polska U-21               | Czechy U-21   | -             |
| 2009 | Debreczyn                 | Polska U-21   | Czechy U-21               | Słowacja U-21 | Węgry U-21    |
| 2010 | Pilzno                    | Czechy U-21   | Węgry U-21                | Polska U-21   | Słowacja U-21 |
| 2011 | Kraków Tychy              | Słowacja U-21 | Polska U-21               | Czechy U-21   | Węgry U-21    |
| 2012 | Púchov                    | Czechy U-21   | Polska U-21               | Węgry U-21    | Słowacja U-21 |
| 2013 | Győr                      | Słowacja U-21 | Węgry U-21                | Czechy U-21   | Polska U-21   |
| 2014 | Brno                      | Polska U-21   | Węgry U-21                | Czechy U-21   | Słowacja U-21 |
| 2015 | Tychy                     | Polska U-21   | Słowacja U-21             | Czechy U-21   | Węgry U-21    |
| 2016 | Humenne                   | Węgry U-21    | Słowacja U-21             | Polska U-21   | Czechy U-21   |
| 2017 | Debreczyn                 | Węgry U-21    | Czechy U-21               | Słowacja U-21 | Polska U-21   |
| 2018 | Nynburk                   | Czechy U-21   | Węgry U-21                | Polska U-21   | Słowacja U-21 |